# Rijksdeling van Babylon

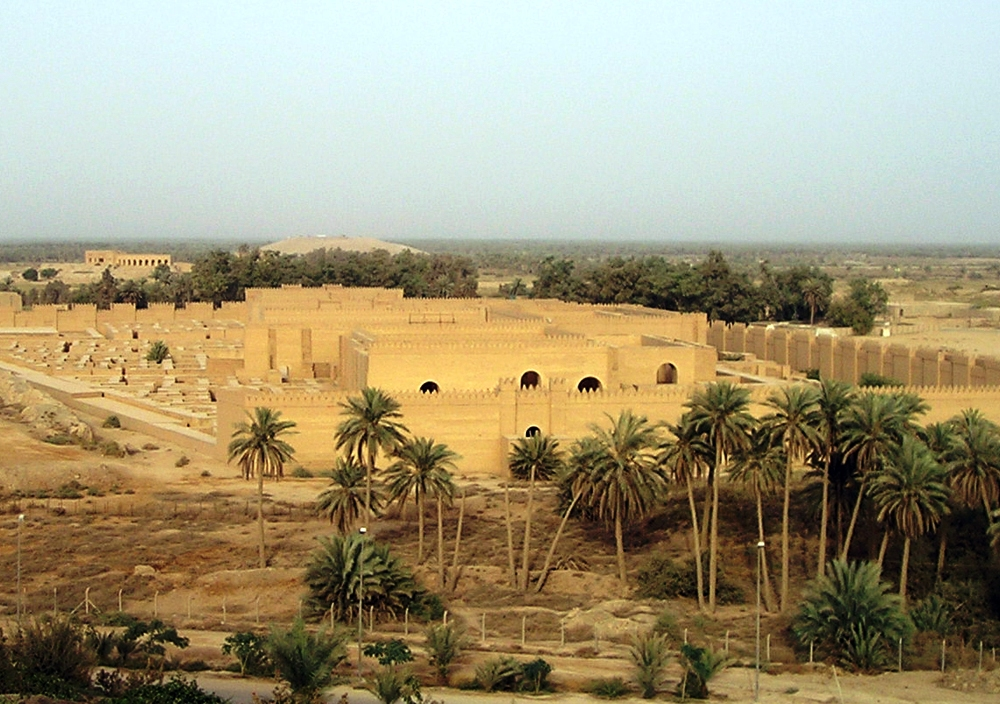
Ruïnes van Babylon, in het begin van de 21ste eeuw.

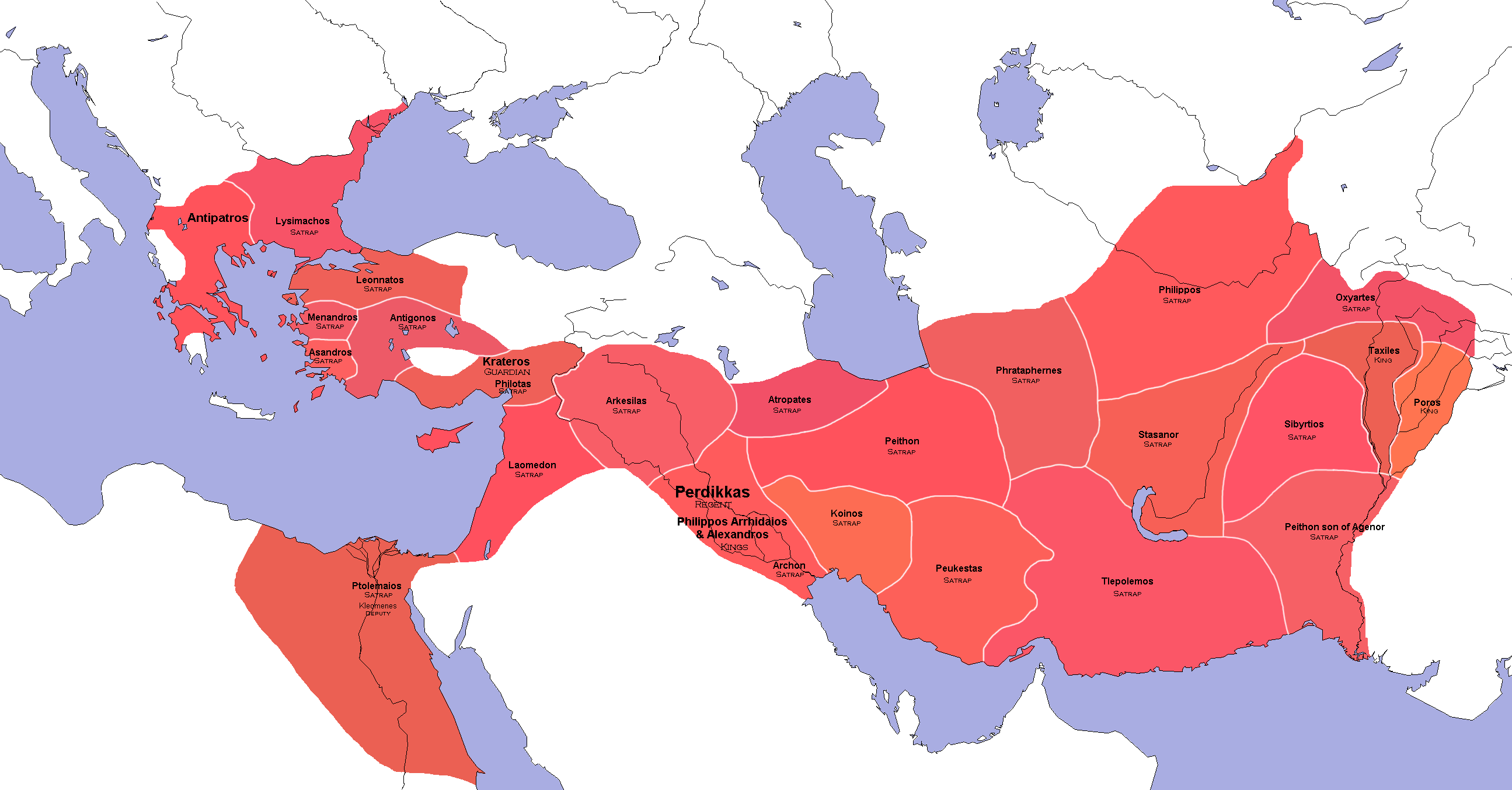
De belangrijkste posities en satrapieën na de Rijksdeling van Babylon, volgens Arrianus en Diodorus Siculus.

De Rijksdeling van Babylon verdeelde de gebieden van Alexander de Grote over zijn generaals na zijn dood in 323 voor Christus. Er waren verder nog twee Rijksdelingen: de Rijksdeling van Triparadisus (321 v.Chr.) en de Rijksdeling van Persepolis (315 v.Chr.).

## Achtergrond

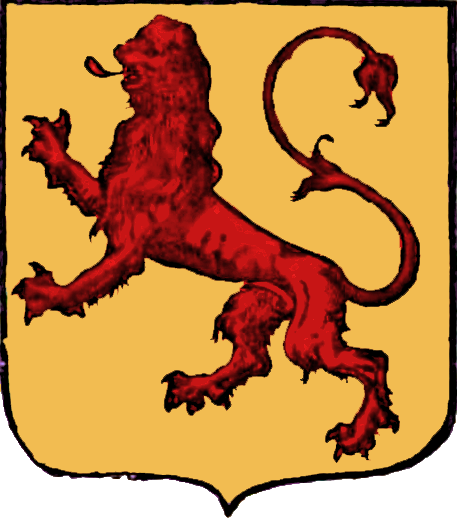
Alexanders wapenschild.

Alexander stierf op 11 juni 323 v.Chr. in de vroege uren van de ochtend. Hij had de vorige dag zijn zegelring gegeven aan zijn onderbevelhebber, Perdiccas, volgens Quintus Curtius Rufus, Historia Alexandri Magni Macedonis. Curtius zegt dat Alexander zijn eigen dood voorspelde, net als de chaos die eruit voortkwam. Moderne bronnen komen niet overeen of dit wel of niet waar is, maar als het waar zou zijn, zou Alexanders voorspelling niet die van een helderziende moeten geweest zijn, maar zou het erg duidelijk geweest zijn; hij had moeten afrekenen met een muiterij onder de Macedonische troepen voor zijn expeditie naar India. Op dat moment vormde hij een speciale eenheid van jonge Perzische mannen, de Epigoni, om bewapend en getraind te worden op de Macedonische manier. Bij zijn terugkeer uit India gebruikte hij hen als zijn lijfwachten. Het handvol Macedonische generaals noemden de lijfwachten die hij gebruikte officieel hoge stafofficiers. Hij was bedekt met oude wonden van zijn hoofd tot aan zijn tenen. Hij was ook zwaar ziek net voor zijn dood.

### Raad in Babylon
Op de dag van zijn dood kondigden de Somatophylakes een raad aan waarbij ze de belangrijkste hetairoi uitnodigden en de officiers van de infanterie. De soldaten gehoorzaamden hun bevelen echter niet en gingen ook naar de koninklijke kwartieren, waarbij ze vele officiers afzetten. Inschikkelijk in het onafwendbare, lieten de Somatophylakes hen toe om te blijven en om te kunnen stemmen in de raad. Het stemmen moest via de stem gebeuren, maar slaan met de speer op het schild betekende "nee".
Perdiccas begon de raad door (de manier is niet bekend) Alexanders stoel (sella) te tonen, waarin hij zijn officiële besluiten nam. Op de stoel lagen zijn diadeem, gewaad en zegelring, waarvan hij gewoon was om ze te dragen als hij zijn soldaten toesprak. Bij het tonen hiervan begonnen de soldaten openlijk te treuren. Perdiccas zei dat de goden hen Alexander hadden gegeven voor een tijdje, en dat dat nu voorbij was, en ze hem terug hadden genomen. Hij wees op hun positie als veroveraars onder de veroverden. Het was vitaal voor hun aanwezigheid, dat ze een "hoofd" (caput) zouden vormen. Of het "een" of "veel" is, ligt in jullie "macht" (potestas). Zo toonde hij dus het belangrijkste probleem: of er een, of meerdere heersers zouden zijn in Alexanders rijk. Roxane, Alexanders Bactrische vrouw was toen zes maanden zwanger. Hij vroeg dat ze iemand zouden kiezen om te heersen over het rijk. De discussie kon beginnen.

### Voorstellen
Nearchus, de leider van de vloot, stelde voor dat Heracles, de onwettige zoon van Alexander bij Barsine, koning zou moeten worden. Omdat Heracles een bastaard was, en waarschijnlijk omdat Nearchus zelf een Griek was, of nog erger, een Kretenzer, zogezegde leugenaars, kreeg zijn voorstel echter bijna geen bijval. Het antwoord was "nee". Ptolemaeus zei dat als ze een kind zouden nemen als koning, dat een schande zou zijn, omdat hun moeders "gevangenen" waren, en wat zou een goede veroveringstocht zijn als de veroverden de veroveraars zouden overheersen? Aristonous van Pella stelde voor dat de zegelring terug zou moeten gegeven worden aan Perdiccas, zoals Alexanders keuze. Dit voorstel werd aangenomen. Om welke reden dan ook, Perdiccas had daar voor een tijdje geen antwoord op. Daarna ging hij achter de Somatophylakes staan. Volgens Curtius wilde hij dat ze smeekten om deze positie aan te nemen. Zijn gedrag werd geïnterpreteerd als een weigering. Zijn tegenstanders namen hier hun voordeel uit.
Meleager zag in de verwarring zijn kans om Perdiccas aan te vallen. Er was geen verschil, zei hij, in het stemmen voor ofwel Perdiccas of Heracles, omdat de eerste sowieso zou heersen als een "beschermer" (tutela). Dit betrok zich tot een soort legale voogdij over Alexanders kinderen van Perdiccas dat vanzelf van toepassing zou zijn als ze koning zouden worden. Als de soldaten echt de beslissende macht waren, zei hij, waarom zouden ze zichzelf dan niet verrijken door de schatkist te plunderen? Midden in het rumoer dat volgde deed hij alsof hij een gewapende troep wegleidde om dat te doen, "nadat de raad was veranderd in opruiing en onenigheid."
Een gewone soldaat redde de dag door naar voor te treden en te zeggen dat er geen burgeroorlog nodig was omdat Arrhidaeus, Alexanders halfbroer, de rechtmatige opvolger was. Ze zouden nooit een andere Alexander vinden. Waarom zou zijn opvolger zijn erfenis afgepakt worden? De menigte werd opeens stil, om later gevolgd te worden door een luide instemming. Peithon begon, te laat echter, dan zijn tegenstand hiertegen uit te spreken -Arrhidaeus was mentaal gehandicapt-, maar hij kreeg geen bijval.

### Ontwikkeling van facties
De soldaten waren, hoewel ze mochten stemmen, officieel geen onderdeel van de raad. Peithon stelde voor dat Perdiccas en Leonnatus de "bewakers" (tutores) van Hercules moesten worden, terwijl Craterus en Antipater Europa moesten "besturen" (res administrarent). Deze voorstellen werden aangenomen zonder eerst raad te vragen aan Arrhidaeus. Meleager ging weg en keerde terug met Arrhidaeus, terwijl hij om hulp riep van de soldaten. Er hadden zich nu twee facties ontwikkeld: een voor Perdiccas, en een voor Arrhidaeus, gesteund door Meleager. In het rumoer ontsnapte Arrhidaeus angstig. De menigte riep hem terug, waarbij ze Alexanders gewaad rondom hem wikkelden. Meleager deed publiekelijk zijn harnas aan, om zich voor te bereiden om Arrhidaeus eventueel te verdedigen. Ondertussen bedreigden de soldaten de lijfwachten. Ze waren blij dat het "rijk" (imperii vires) in de handen van dezelfde familie zou blijven. Volgens Peter Green speelde xenofobie hier een rol: "de Macedoniërs hielden niet van het vooruitzicht om een half-Aziatische monarch te vereren."
De partij van Meleager kreeg zo veel aanhangers dat Perdiccas "doodsbang" (territus) de hulp van 600 elitetroepen vroeg, "de koninklijke wacht van jonge mannen"; dit was de eenheid van Perzische Epigoni gevormd door Alexander om zich van zijn mannen te kunnen beschermen, geleid door Ptolemaeus. Ze namen een defensieve positie aan rond de kwartieren waarin Alexanders lichaam nog lag. Zij zouden zeker niet een factie aanhangen die Alexanders kinderen weigerde, omdat hun eigen moeders zelf Perzisch waren. Er begonnen schermutselingen. Projectielen regenden neer op de verdedigers. Nadat ze de situatie onder controle hadden gekregen, namen de hoge officieren, waaronder Meleager, hun helm af zodat ze herkend zouden kunnen worden en vroegen Perdiccas om zich over te geven. Hij had geen keuze. Hij legde zijn wapens neer, gevolgd door de Epigoni die ook de hunne neerlegden.
Meleager beval hen om op hun plaats te blijven terwijl hij achter Perdiccas zou gaan, maar de laatste ontsnapte naar de Eufraat, waar hij versterkt werd door de hetairoi onder Leonnatus. Het lijkt duidelijk dat Alexanders meest vertrouwde mannen Perdiccas hielpen. Meleager zond een groep moordenaars om Perdiccas te vragen om terug te keren, met de geheime orders om hem te doden als hij aarzelde. Perdiccas ging naar hen toe met een lijfwacht van 16 Epigoni, en hij beschimpte hen toen zij dichter kwamen. Ze keerden terug naar Meleager zonder iets bereikt te hebben. Zo eindigde de dag.

### Zenuwoorlog
De volgende dag, nadat ze gezien hadden wie zich niet bij hun factie had aangesloten, begonnen de soldaten van Meleagers factie zich te bedenken. Er begon een muiterij. Vertegenwoordigers wilden Arrhidaeus ondervragen of hij wel of niet Perdiccas' arrestatie had bevolen. Hij zei dat hij dit werkelijk gedaan had, maar dat het op Meleagers aansporen was geweest. Hij weigerde om verder actie te ondernemen tegen Perdiccas. De raad die ze de vorige dag hadden bijeengeroepen werd officieel beëindigd. Ze hoopten dat Perdiccas zijn mannen zou wegsturen, maar dit deed hij niet. Integendeel, hij ging naar de bevoorradingslijnen, en hij sneed hun graantoevoer af. Hij durfde Babylon zelf niet aan te vallen, omdat hij zwaar in het nadeel was. Onder bedreven generaals zouden de legers in de stad wel een doorbraak geforceerd kunnen hebben, zo de blokkade doorbroken kunnen hebben en de aanstokers vernietigd hebben, maar de verdedigers ondernamen geen actie. Een hongersnood begon. 
Nadat ze een andere raad hadden gehouden besloten de Macedoniërs in de stad om gezanten naar Perdiccas te sturen om vredesvoorwaarden te vragen. Als er gekeken werd naar de sterkte zou het omgekeerde waar geweest zijn, maar Perdiccas wist dat hij alle generaals aan zijn kant had. Verder zegt Plutarchus in zijn leven van Eumenes dat een van de hetairoi, Eumenes, in de stad gebleven was en de soldaten aan het overhalen was om te onderhandelen met Perdiccas. Perdiccas vroeg een onderzoek naar wat hij de muiterij noemde en hij vroeg dat de leiders aan hem moesten overgeleverd worden. Zelfs Arrhidaeus kon zien dat hij Meleager wilde te pakken krijgen. Met tranen die over zijn wangen stroomden zei Arrhidaeus aan de raad dat hij nog liever de troon zou opgeven dan dat er nog meer bloed zou vloeien. Hij bood de kroon aan aan al wie zou kunnen bewijzen dat hij geschikt was om ze op te nemen. Deze natuurlijke goedheid zorgde ervoor dat de raad hem nog verstevigde in zijn positie. Eumenes kon Meleagers troepen naar een minder strijdlustige positie brengen, doordat hij voorstelde dat Arrhidaeus koning zou moeten worden, en dat, als Roxanes kind een zoon zou zijn, hij het koningschap zou delen met Arrhidaeus.  Volgens Curtius offerde de raad "het oude zicht in het koningschap" (pristina quidam regiae species) op. Ze zonden gezanten naar Perdiccas om te vragen om een triumviraat van drie "leiders" (duces) in te richten: Arrhidaeus, Perdiccas en Meleager. Perdiccas accepteerde dit voorstel, om Meleager van Arrhidaeus te kunnen scheiden, zegt Curtius. Arrhidaeus werd koning en kreeg de nieuwe naam Philippus III, terwijl het kind van Alexander en Roxane, dat inderdaad een zoon zou zijn, Alexander IV zou worden.

### Overwinning van Perdiccas' factie
Meleager ging buiten de stad aan het hoofd van zijn leger om een verdrag te sluiten. Toen de mannen samenkwamen, begonnen Perdiccas' troepen te klagen dat ze Meleager moesten geaccepteerd hebben als leider. Curtius zegt dat Perdiccas hier geen reactie op had. Meleager verloor zijn geduld. De twee leiders omhelsden elkaar daarna. De twee kwamen overeen om het hele leger te zuiveren van de elementen die het verdeelden.
De herenigingsceremonie, gebaseerd op het Macedonische gebruik, vergde een samenkomst van beide partijen in een veld tussen de ingewanden van een geofferde hond. De twee kanten zouden dan elkaar naderen en zich mengen. Meleagers infanterie stond tegenover de hetairoi, samen met olifanten. De infanterie wankelde toen de cavalerie naar hen toe kwam maar bleef staan. De koning had echter overlegd met Perdiccas over de opruiing. Toen de ruimte tussen beide partijen smaller werd reed hij langs de lijn en koos hij de leiders uit die samen met Meleager Perdiccas hadden tegengewerkt. Hij was niet op de hoogte van Perdiccas' plan. Toen de twee partijen dichter bij elkaar kwamen arresteerden Perdiccas' mannen, misschien de Epigoni, 300 bekende leiders van de opruiing, en ze voerden hen weg voor onmiddellijke executie. Bij een bron zou dit gedaan worden door vertrapt te worden door olifanten. In het begin werd Meleager gespaard en aangeduid als Perdiccas' plaatsvervanger (hyparchos), maar nu de crisis afgewend was en de situatie weer onder controle was, vluchtte Meleager, toen hij zag dat ze hem gingen oppakken, naar een tempel, waar hij werd vermoord. Ondertussen verbroederde het leger zich weer en de scheiding van het leger was niet meer.

### Nog een raad in Babylon
Perdiccas riep, als epimelētēs (bewaker of regent) en met het gezag dat hij gekregen had met Alexanders zegelring, een nieuwe raad samen, "waarvoor het goed was om het rijk te verdelen". De meesten van de generaals waren aanwezig, maar drie niet. Antipater, die de leiding had over Macedonië, bevond zich in Pella. Alexander had Antipater bevolen om naar Babylon te komen enkele maanden voor hij stierf, maar Antipater, vermoedend dat hij zou vermoord worden als hij zou gaan, zond zijn zoon Kassander in zijn plaats. Verder was ook Craterus er niet, die Alexander had aangewezen om Antipater te vervangen, want hij was op weg naar Europa met Polyperchon en tienduizend veteranen. Ze hadden Cilicië bereikt toen ze hoorden over de dood van Alexander, en besloten om te wachten tot ze verder nieuws ontvingen. Antigonos Monophthalmos, die de leiding had over centraal-Phrygië en verantwoordelijk was om de route naar Europa vrij te houden, bleef ook waar hij was, in het fort in Kelainai.
Niettegenstaande begon de Rijksdeling, waarvan over de verdelingen blijkbaar ad hoc onderhandeld werd, want Ptolemaeus kon simpelweg vragen om de satrapie van Egypte, en hij kreeg die. "Ptolemaeus was een van de weinigen die realiseerde dat het beperken van zijn ambities hem verder zou brengen op langere termijn." Europa was nog niet verdeeld in satrapieën. Het was ook niet nodig om de oostelijke satrapen te vervangen. Perdiccas geloofde dat hij Alexanders plan verder moest zetten, wat zou betekenen dat hij ook volledig Griekenland, Klein-Azië en Afrika moest veroveren. Hij stond op opperst gezag in de naam van de koning. Deze verbeelding zou al snel volledig verdwijnen bij de tweede rijksdeling. Na de rijksdeling begon de raad zich bezig te houden met wat ze moesten doen met Alexanders lichaam, dat al zeven dagen onbegraven in Babylon lag. Daarom is de datum van de rijksdeling 18 juni 323 voor Christus, of dicht daarbij.

## Antieke bronnen
Curtius is de belangrijkste bron voor de gebeurtenissen die onmiddellijk volgden na de dood van Alexander. Niemand anders geeft even veel details. Voor de verdeling van de satrapieën in de rijksdeling zijn er verschillende bronnen, maar deze hebben niet allemaal dezelfde waarde. 
De enige complete bron is Diodorus Siculus' Bibliotheca historica, die ook het eerste geschreven werd, in circa 40 voor Christus, en zou dus ook beschouwd moeten worden als de meest betrouwbare bron.

De Byzantijnse bisschop Photius (circa 820 tot 893 n.Chr.) maakte een samenvatting van 279 boeken in zijn Bibliotheca, die twee relevante (maar sterk verkorte) verslagen bevat. Het eerste is Arrianus' Voortzetting of Na Alexander (codex 92). Het tweede is Dexippus' Geschiedenis of gebeurtenissen na Alexander (codex 82), dat zelf gebaseerd lijkt te zijn op Arrianus' verslag; vergelijk Arrianus: 
Cappadocië, Paphlagonië, en het land op de kust van de Pontus Euxinus zo ver tot Trapezous (een Griekse kolonie van Sinope), naar Eumenes
 met Dexippus: 
Eumenes Cappadocië, Paphlagonië, en de kusten van de Pontus Euxinus zo ver tot Trapezous (Trebizond).
 De samenvatting van Dexippus' verslag bevat echter wel wat informatie die waarschijnlijk weggelaten werd uit de samenvatting van Arrianus.
De laatste bron is Justinus' Epitome historiarum Trogi Pompeii, wat mogelijk het laatste verslag is en afwijkt van de andere bronnen, waardoor het schijnbaar enkele duidelijke fouten bevat.
Alle latere bronnen lijken zich gebaseerd te hebben op Diodorus, of zijn meest waarschijnlijke bron, Hieronymus van Cardia. Een passage in het bijzonder (zie onder) is zeer gelijkaardig verwoord in alle verslagen, hoewel deze passage ironisch genoeg het meeste afwijkingen bevat.

Het is mogelijk dat er een kopiefout zit in Justinus' werk; de naam van een satraap komt vaak voor de satrapie die Diodorus hem toewijst (maar wordt er niet direct mee geassocieerd). Pelasgia lijkt niet de naam geweest te zijn van een echte Perzische of Griekse satrapie en het gebruik van dit woord kan de plaats van de satrapen op de lijst veranderd hebben, waardoor er dus fouten in kwamen. Daarboven kan Armenië (niet vermeld als satrapie in alle andere verslagen) een vergissing zijn met Carmanië (dat op dezelfde plaats staat als in Diodorus' lijst). Een mogelijke interpretatie van de passage zou zijn: 
Amyntas kreeg de Bactriërs, Scythaeus de Sogdiërs, Nicanor; de Parthen, Philippus; de Hyrcaniërs, Phrataphernes; de Armeniërs (de Carmaniërs), Tleptolemus; de Perzen, Peucestas; de Babyloniërs, Archon; de Pelasgiërs Arcesilaus, Mesopotamië.
 Door een (schijnbaar betekenisloos) woord te verwijderen en de interpunctie lichtjes te veranderen, hebben vijf satrapen nu dezelfde satrapie als ze hadden bij Diodorus. Het is echter duidelijk dat de problemen met deze passage groter zijn, en dat ze niet gemakkelijk opgelost kunnen worden.

## De verdeling

### Europa
Macedonië, Griekenland en Epirus
Alle bronnen komen hier overeen dat Antipater de gouverneur van Macedonië en Griekenland werd; Arrianus voegt hier nog Epirus aan toe. Arrianus suggereert ook dat Antipater deze regio deelde met Craterus, waar Dexippus zegt dat "het belangrijkste gezag in de zaken van de verdediging van het rijk aan Craterus werden toevertrouwd."
Illyrië
Arrianus telt Illyrië mee in Antipaters domein; Diodorus zegt dat "Macedonië en de omliggende volkeren aan Antipater werden gegeven". Justinus zegt echter dat 'Philo' de gouverneur van Illyrië werd; er is geen andere vermelding van Philo in de bronnen, dus het is mogelijk een vergissing door Justinus.
Thracië
Alle bronnen komen overeen dat Lysimachus de gouverneur werd van "Thracië en de Chersonesos, samen met de gebieden die grenzen aan Thracië zo ver als Salmydessus bij de Pontus Euxinus".

### Klein-Azië
Groot-Phrygië, Klein-Phrygië/Phrygië aan de Hellespont, Cappadocië en Paphlagonië, Lydië en Cilicië
Alle bronnen komen overeen dat de verdeling van deze satrapieën respectievelijk was: Antigonos, Leonnatus, Eumenes, Menander en Philotas.
Carië
Diodorus zegt dat Asander hiervan de satraap werd, maar volgens Arrianus en Justinus is het Kassander. Omdat Asander zeker de satraap van Carië was na de Rijksdeling van Triparadisus, is het mogelijk dat zowel Arrianus en Justinus Asander verward hadden met de meer bekende Kassander (of dat de naam veranderde tijdens latere kopieën/vertalingen, enz.).
Lycië en Pamphylië
Zowel Diodorus als Arrianus zeggen dat Antigonos deze satrapieën kreeg, samen met Groot-Phrygië, maar volgens Justinus kreeg Nearchus beide satrapieën. Dit is mogelijk nog een misvatting van Justinus; Nearchus was satraap van Lycië en Pamphylië van 334 tot 328 voor Christus.

### Afrika
Egypte, Libya en Arabië
Alle bronnen komen overeen dat deze regio's ("Egypte en Libya, en het deel van Arabië dat grenst aan Egypte") aan Ptolemaeus gegeven werden.

### West-Azië
Syrië, Mesopotamië
Alle bronnen komen hier overeen dat deze regio's gegeven werden aan respectievelijk Laomedon van Mytilene en Arcesilaus
De volgende satrapieën in het oosten zijn veel problematischer, met Justinus' verslag dat zeer afwijkt van dat van Diodorus en Arrianus/Dexippus. De volgende passage is de bron van de meeste van deze verschillen:
De Arachosiërs en Gedrosiërs werden aan Sibyrtius gegeven; de Drancae en Arci aan Stasanor. Amyntas kreeg de Bactriërs, Scythaeus de Sogdiërs, Nicanor de Parthen, Philippus de Hyrcaniërs, Phrataphernes de Armeniërs, Tlepolemus de Perzen, Peucestas de Babyloniërs, Archon de Pelasgiërs, Arcesilaus, Mesopotamië.
Deze passage lijkt afgeleid te zijn aan Diodorus, die de satrapieën in ongeveer dezelfde volgorde zet, cf.
Hij gaf Arachosië en Gedrosië aan Sibyrtius, Arië en Dranginê aan Stasanor van Soli, Bactrianê en Sogdianê aan Philippus, Parthië en Hyrcanië aan Phrataphernes, Perzië aan Peucestas, Carmanië aan Tlepolemus, Medië aan Atropates, Babylonië aan Archon, en Mesopotamië aan Arcesilaus.
Pelasgië verschijnt niet in de andere verslagen, en het lijkt erop dat het geen echte satrapie was; het is mogelijk dat de invoering van dit woord ervoor heeft gezorgd dat de plaatsen van de satrapen veranderde bij Justinus' passage.
Pelasgia does not appear in any other accounts, and does not seem to have been a real satrapy;  it is possible that the insertion of this word has caused some of the satraps to shift by one place in the interpretation of Justin's passage.Noot 1 Verder werd Armenië ook niet vermeld in andere verslagen als satrapie, dus het kan een vergissing zijn voor Carmanië (dat in dezelfde positie staat in Diodorus' lijst).
Dezelfde passage komt niet voor bij Arrianus, hoewel het wel voorkomt bij Dexippus – ofschoon met zijn eigen fouten:
Siburtius heerste over de Arachosiërs en Gedrosiër; Stasanor van Soli de Arei en Drangi; Philippus de Sogdiani; Radaphernes de Hyrcaniërs; Neoptolemus de Carmaniërs; Peucestas de Perzen... Babylon werd gegeven aan Seleucus, Mesopotamië aan Archelaus.
Radaphernes is waarschijnlijk Phrataphernes, en Dexippus verwisselde Tlepolemus (duidelijk genoemd door Arrianus, Justinus en Diodorus) met Neoptolemus (een andere van Alexanders generaals). Het is ook duidelijk dat Seleucus enkel satraap van Babylonië werd bij de tweede rijksdeling (de Rijksdeling van Triparadisus), dus Dexippus kan twee verdelingen verwisseld hebben hier.
Babylonië
Omdat Diodorus de betrouwbaarste bron is, en omdat er blijkbaar fouten gebeurd zijn bij zowel Justinus als Dexipus, is het het waarschijnlijkst dat Archon van Pella de satraap van Babylonië werd.
Perzië
Omdat Diodorus en Dexippus beiden overeenkomen dat Peucestas de satraap van Perzië werd, is dit waarschijnlijk het geval.
Carmanië
Tlepolemus was zeker de satraap van Carmanië na de tweede rijksdeling, en Diodorus plaatst hem als satraap bij de eerste verdeling, dus dit was waarschijnlijk het geval.
Hyrcanië en Parthië
Diodorus geeft deze regio's aan Phrataphernes, en Dexippus vermeldt (Ph)rataphernes ook als satraap van Hyrcanië, dus het was waarschijnlijk het geval dat over deze aan elkaar grenzende regio's geheerst werd door de Perzische inboorling. Phrataphernes was de satraap van deze regio's geweest tijdens Alexanders leven, en dit komt overeen met Arrianus' uitspraak: "Op hetzelfde moment bleven verschillende provincies onder hun inheemse heersers, volgens de regeling die Alexander maakte, en dit werd niet veranderd door de verdeling."
Klein-Medië
Alle bronnen komen hier overeen dat dit gegeven werd aan Atropates, die ook een Perzische inboorling was, en satraap van Medië geweest was onder Alexander.
Groot-Medië
Diodorus en Dexippus schrijven dit toe aan Peithon. Justinus zegt dat: "Atropates Groot-Medië onder zijn hoede kreeg". Dit lijkt weer een fout van Justinus. Omdat Peithon zeker satraap van Medië was na de tweede rijksdeling, is het erg waarschijnlijk dat hij dit ook was bij de eerste.
Susiana
Noch Diodorus, noch Arrianus/Dexippus vermeldt Susiana in de eerste verdeling, maar beiden vermelden het bij de tweede, hoewel het daarvoor ook al een echte satrapie was. Enkel Justinus geeft een naam, Scynus, voor deze satrapie, maar deze persoon wordt nergens anders vermeld.

### Centraal-Azië
Bactrië en Sogdiana
Diodorus heeft Philippus als satraap van deze gebieden; Dexippus heeft Philippus ook als satraap van Sogdiana, maar vermeldt Bactrië niet. Justinus noemt echter Amyntas en Scythaeus als de satrapen van Bactrië en Sogdiana. Dit is het meest problematische deel van Justinus' verslag, wat is duidelijk volledig verschillend is met de andere verslagen. Amyntas en Scythaeus verschijnen niet in andere verslagen van deze periode, en daarom is het moeilijk om hun aanwezigheid te verklaren.
Drangiana en Arië, Arachosië en Gedrosië
Alle verslagen noemen Stasanor en Sibyrtius respectievelijk als satrapen van deze dubbele satrapieën.
Paropamisië
Diodorus en Dexippus hebben hier beide Alexanders schoonvader Oxyartes, een inboorling van Bactrië, als heerser van deze regio. Justinus heeft "Extarches", wat waarschijnlijk een veranderde versie is van Oxyartes. Oxyartes was nog een andere heerser die na de dood van Alexander zijn positie had kunnen behouden.
De Indusvallei en de Punjab
Diodorus en Dexippus noemen Poros en Taxiles respectievelijk als satrapen van deze regio's; dit zijn nog twee heersers die hun positie konden behouden die hen gegeven was door Alexander. Justinus vermeldt ook Taxiles in de Punjab, maar vermeldt nergens de Indusvallei.
Indische kolonies
Alle bronnen komen overeen dat een andere Peithon, de zoon van Agenor, de heerser was over de rest van de Indische gebieden die niet gegeven waren aan Taxiles en Poros. Waar dit precies was is wel onzeker. Diodorus beschrijft het als: "Aan Pithon gaf hij de satrapie naast die van Taxiles en die van de andere koningen". Dexippus zegt: "Porus en Taxilus waren de heersers van India, met Poros die het land tussen de Indus en de Hydaspes had gekregen, en Taxiles de rest. Pithon verkreeg het land van de naburige volkeren, uitgezonderd de Paramisades", en Justinus zegt: "Naar de kolonies die in India gevestigd waren werd Python, de zoon van Agenor, gezonden."

## Samenvatting (BabylonenTriparadisus)
|                                 | Rijksdeling van Babylon | Rijksdeling van Babylon | Rijksdeling van Babylon | Rijksdeling van Triparadisus | Rijksdeling van Triparadisus |
| Rol of regio                    | Diodorus Siculus | Justinus | Arrianus+ en/of Dexippus* | Diodorus Siculus | Arrianus |
| ------------------------------- | --- | --- | --- | --- | --- |
| Koning van Macedonië            | Philippus III | Philippus III | Philippus III+ | Philippus III en Alexander IV | Philippus III en Alexander IV |
| Regent                          | Perdiccas | Perdiccas | Perdiccas+ | Antipater | Antipater |
| Commandant van de hetairoi      | Seleucus | Seleucus | n.v.t. | Kassander | Kassander |
| Commandant van de bewakers      | n.v.t. | Kassander | n.v.t. | n.v.t. | n.v.t. |
| Macedonië                       | Antipater | Antipater | Antipater+* en Craterus+ | Antipater | Antipater |
| Illyrië                         | Antipater | Philo | Antipater+* en Craterus+ | Antipater | Antipater |
| Epirus                          | Antipater | n.v.t. | Antipater+* en Craterus+ | Antipater | Antipater |
| Griekenland                     | Antipater | Antipater | Antipater+* en Craterus+ | Antipater | Antipater |
| Thracië                         | Lysimachus | Lysimachus | Lysimachus+* | Lysimachus | Lysimachus |
| Phrygië aan de Hellespont       | Leonnatus | Leonnatus | Leonnatus+* | Arrhidaeus | Arrhidaeus |
| Groot-Phrygië                   | Antigonos | Antigonos | Antigonos+* | Antigonos | Antigonos |
| Pamphylië                       | Antigonos | Nearchus | Antigonos+* | Antigonos | Antigonos |
| Lycië                           | Antigonos | Nearchus | Antigonos+* | Antigonos | Antigonos |
| Carië                           | Asander | Kassander | Kassander+ | Asander | Asander |
| Lydië                           | Menander | Menander | Menander+* | Clitus de Witte | Clitus de Witte |
| Cappadocië                      | Eumenes | Eumenes | Eumenes+* | Nicanor | Nicanor |
| Paphlagonië                     | Eumenes | Eumenes | Eumenes+* | Nicanor? | Nicanor? |
| Cilicië                         | Philotas | Philotas | Philotas+* | Philoxenus | Philoxenus |
| Egypte                          | Ptolemaeus | Ptolemaeus | Ptolemaeus+* | Ptolemaeus | Ptolemaeus |
| Syrië                           | Laomedon | Laomedon | Laomedon+* | Laomedon | Laomedon |
| Mesopotamië                     | Arcesilaus | Arcesilaus | Arcesilaus* | Amphimachus | Amphimachus |
| Babylonië                       | Archon | Peucestas | Seleucus* | Seleucus | Seleucus |
| Pelasgië                        | n.v.t. | Archon | n.v.t. | n.v.t. | n.v.t. |
| Groot-Medië                     | Peithon | Atropates | Peithon* | Peithon | Peithon |
| Klein-Medië of Media Atropatene | Atropates | Atropates | n.v.t. | n.v.t. | n.v.t. |
| Susiana                         | n.v.t. | Scynus | n.v.t. | Antigenes | Antigenes |
| Perzië                          | Peucestas | Tlepolemus | Peucestas* | Peucestas | Peucestas |
| Carmanië                        | Tlepolemus | n.v.t. | Neoptolemus* | Tlepolemus | Tlepolemus |
| Armenië                         | n.v.t. | Phrataphernes | n.v.t. | n.v.t. | n.v.t. |
| Hyrcanië                        | Phrataphernes | Philippus | Phrataphernes | Philippus? | Philippus? |
| Parthië                         | Phrataphernes | Nicanor | n.v.t. | Philippus | Philippus |
| Sogdiana                        | Philippus | Scythaeus | Philippus* | Stasanor | Stasanor |
| Bactrië                         | Philippus | Amyntas | n.v.t. 1 | Stasanor | Stasanor |
| Drangiana                       | Stasanor | Stasanor | Stasanor* | Stasander | Stasander |
| Arië                            | Stasanor | Stasanor | Stasanor* | Stasander | Stasander |
| Arachosië                       | Sibyrtius | Sibyrtius | Sibyrtius* | n.v.t. | Sibyrtius |
| Gedrosië                        | Sibyrtius | Sibyrtius | Sibyrtius* | n.v.t. | Sibyrtius? 2 |
| Paropamisia                     | Oxyartes | Oxyartes? 3 | Oxyartes* | Oxyartes | Oxyartes |
| Punjab                          | Taxiles | Taxiles | Taxiles* | Taxiles | Taxiles |
| Indus                           | Poros | Peithon, zoon van Agenor | Poros* | Poros | Poros |
| Gandhara                        | Peithon, zoon van Agenor | Peithon, zoon van Agenor | Peithon, zoon van Agenor | Peithon, zoon van Agenor | Peithon, zoon van Agenor |
| Noten                           | 1 = Er wordt gesuggereerd bij Dexippus en Arrianus dat Oxyartes de satraap van Bactrië bleef 2 = Niet expliciet vermeld, maar waarschijnlijk 3 = Waarschijnlijk vergissing van Justinus (hij schreef "Extarches") | 1 = Er wordt gesuggereerd bij Dexippus en Arrianus dat Oxyartes de satraap van Bactrië bleef 2 = Niet expliciet vermeld, maar waarschijnlijk 3 = Waarschijnlijk vergissing van Justinus (hij schreef "Extarches") | 1 = Er wordt gesuggereerd bij Dexippus en Arrianus dat Oxyartes de satraap van Bactrië bleef 2 = Niet expliciet vermeld, maar waarschijnlijk 3 = Waarschijnlijk vergissing van Justinus (hij schreef "Extarches") | 1 = Er wordt gesuggereerd bij Dexippus en Arrianus dat Oxyartes de satraap van Bactrië bleef 2 = Niet expliciet vermeld, maar waarschijnlijk 3 = Waarschijnlijk vergissing van Justinus (hij schreef "Extarches") | 1 = Er wordt gesuggereerd bij Dexippus en Arrianus dat Oxyartes de satraap van Bactrië bleef 2 = Niet expliciet vermeld, maar waarschijnlijk 3 = Waarschijnlijk vergissing van Justinus (hij schreef "Extarches") |